# فیلیپه گوندت
فیلیپه گوندت (انگلیسی: Philippe Gondet; ۱۷ مهٔ ۱۹۴۲ – ۲۱ ژانویهٔ ۲۰۱۸) بازیکن فوتبال اهل فرانسه بود.
از باشگاه‌هایی که در آن بازی کرده‌است می‌توان به باشگاه فوتبال نانت، باشگاه فوتبال کان، اشاره کرد.
وی همچنین در تیم ملی فوتبال فرانسه بازی کرده‌است.